# Write-in
Write-in is een vorm van stemmen waarbij men stemt op een kandidaat die niet op het stembiljet staat aangegeven. Een dergelijke stem noemt men een write-instem, een kandidaat die write-instemmen krijgt een write-inkandidaat.
Write-instemmen zijn niet in alle kiessystemen mogelijk, maar in veel landen is er op het stembiljet ruimte vrijgelaten zodat kiezers de mogelijkheid wordt gegeven op een kandidaat te stemmen die niet op het stembiljet staat. Overwinningen van write-inkandidaten bij landelijke verkiezingen zijn uiterst zeldzaam, maar het komt regelmatig voor dat write-inkandidaten lokale of regionale verkiezingen weten te winnen. Vooral in landen waar men volgens de kieswet moet betalen om kandidaat te zijn, kan het voeren van een write-incampagne voor kandidaten met weinig budget een aantrekkelijke optie zijn. Ook komt het vaak voor dat kiezers een write-inkandidaat invullen bij wijze van proteststem, het stemmen op fictieve personen of dieren is in zulke gevallen niet ongebruikelijk. In landen waar verkiezingen niet eerlijk verlopen stemmen kiezers vaak bij wijze van grap op rare kandidaten, aangezien hun stem toch niets uitmaakt.
Bij Nederlandse verkiezingen bestaat een dergelijk systeem niet. Write-instemmen worden er als ongeldig aangemerkt.

## Bekende write-inkandidaten
- De socialist Eugene V. Debs zat bij de Amerikaanse presidentsverkiezingen van 1920 in de gevangenis na het geven van een anti-oorlogstoespraak, zodat hij formeel niet aan de verkiezingen kon deelnemen. Door een write-incampagne te voeren wist hij een miljoen stemmen te halen; het grootste aantal dat een write-inkandidaat ooit heeft ontvangen.
- Charles Curry Sr. was in 1930 kandidaat voor het Amerikaanse Huis van Afgevaardigden maar overleed tijdens de campagne, zodat een vak op het stembiljet leeg bleef. Zijn zoon werd vervolgens als write-inkandidaat gekozen.
- De Democratische Partij van de Verenigde Staten weigerde in 1954 de kandidatuur voor een senaatszetel van Strom Thurmond te erkennen, zodat hij besloot als write-inkandidaat deel te nemen. Hij wist de verkiezing te winnen en werd zo de eerste write-inkandidaat die ooit in de Amerikaanse Senaat is gekozen.
- In de Verenigde Staten is Mickey Mouse al decennialang een populaire write-inkandidaat bij presidentsverkiezingen onder proteststemmers. Mickey Mouse geldt dan ook als degene die aan de meeste presidentsverkiezingen heeft deelgenomen.
- Cacareco, een neushoorn uit de dierentuin van São Paulo, wist in 1958 de meeste stemmen te halen bij de burgemeestersverkiezingen in die stad. Zijn kandidatuur werd door de autoriteiten niet erkend.
- Henry Cabot Lodge wist in 1964 als write-inkandidaat drie staten te winnen bij de voorverkiezingen binnen de Republikeinse Partij in de Verenigde Staten.
- Een van de merkwaardigste write-incampagnes vond plaats in het Ecuadoriaanse Picoazá in 1967. In verkiezingstijd voerde wasmiddelfabrikant Pulvapies een reclamecampagne waarin ze verkiezingsslogans gebruikte om haar product te promoten. Daar veel kiezers niet in de gaten hadden dat het niet om een echte verkiezingscampagne ging, wist het wasmiddel de burgemeestersverkiezing te winnen.
- De Mexicaanse politicus Cuauhtémoc Cárdenas, zelf ook een kandidaat voor het presidentschap, bracht in 1988 een stem uit op superheld Superbarrio, uit protest tegen de moord op zijn campagneleider daags voor de verkiezingen. De regeringspartij wist de verkiezing uiteindelijk te winnen door fraude te plegen.
- De Donald Duckpartij in Zweden werd in 1991 opgericht nadat Donald Duck als write-inkandidaat 1535 stemmen had weten te halen bij de parlementsverkiezingen.
- Ralph Nader nam in 1992 aan de voorverkiezingen in New Hampshire van zowel de Republikeinse Partij als de Democratische Partij, die op dezelfde dag werden gehouden, als 'geen van bovenstaande'-kandidaat. Hij kreeg bij beide partijen iets meer dan 3000 stemmen.
- Dustin the Turkey, een pop uit een populair televisieprogramma voor kinderen, werd in 1997 vijfde bij de presidentsverkiezingen in Ierland. Zijn kandidatuur werd niet erkend.
- De linkse filmregisseur Michael Moore probeerde in 2000 een ficusplant als write-inkandidaat in het Amerikaanse Congres gekozen te krijgen.
- Donna Frye was write-inkandidaat voor het burgemeesterschap van San Diego in 2004. Veel van degenen die op haar stemden vergaten echter het vakje voor write-inkandidaat op het stembiljet in te vullen waardoor hun stemmen ongeldig werden verklaard. Hadden zij dit niet gedaan, dan zou Frye de verkiezingen hebben gewonnen.
- Michael Sessions werd in 2005 tot burgemeester van Hillsdale (Michigan) gekozen. Hij was kort voor de verkiezingen 18 geworden, ten tijde van de registratie van de kandidaten was hij minderjarig zodat hij als write-inkandidaat moest deelnemen.
- In 2006 voerde de Mexicaanse apotheekketen Farmacias Similares een write-incampagne om hun mascotte Dr. Simi tot president gekozen te krijgen. De voorzitter van Farmacias Similares begon na de verkiezingen een proces tegen het Kiesinstituut omdat de stemmen voor Dr. Simi niet werden geteld, en noemde de voorzitter van het instituut een 'electoraal crimineel'.
- Senator Lisa Murkowski verloor in 2010 de voorverkiezingen in Alaska van de Tea Party-kandidaat Joe Miller. Via een campagne als write-inkandidaat deed ze alsnog mee aan de verkiezingen, en wist haar zetel te behouden.